# 齐放
齐放，原新疆塔城地区乌苏市市委常委、公安局党委书记、局长，被网上曝料长期包养一对双胞胎。2012年12月9日齐放被免去局长职务接受调查。齐放本人则表示“不知道”为何会被免职，并让记者“等官方消息”。
双胞胎姐妹二人被齐放安排在公安局工作，其中一人原是文工团工作，2012年3月任乌苏市公安局交警大队副大队长，6月调整为特警大队副大队长。妹妹以协警身份工作于乌苏市公安局交警大队车管所。